# Cesarius Alvim
Cesarius Alvim (* 28. April 1950 in Rio de Janeiro) ist ein brasilianischer Jazzmusiker (Piano, Kontrabass, Schlagzeug). Als Komponist macht er häufig seine brasilianischen Wurzeln bewusst („Dança da Cobra“, „Escola de samba“).

## Leben und Wirken
Alvim kam in seiner Kindheit und Jugend mit unterschiedlichen Musikkulturen in Berührung, mit der Samba der Favelas ebenso wie mit dem Jazz und der europäischen Kunstmusik. In den 1970er Jahren studierte er am Conservatoire National Supérieur de Musique de Paris Kontrabass. Seit Mitte der 1970er Jahre spielte er zunächst eine Serie von Alben mit Jean-Pierre Mas (meist im Duo) ein, dann arbeitete er mit Martial Solal, Marius Constant, dem französischen Rundfunk-Sinfonieorchester, dem  Orchestre National de France, Joe Henderson, Eddie Gomez und Lee Konitz.

## Diskographische Hinweise
- Mas/Alvim (mit Claudio Roditi, Jean-Louis Chautemps, Idriss Boudrioua; Polydor; 1981)
- Threefold (mit Eddie Gomez / Éric Le Lann; La Lichère/Media 7; 1988)
- Lee Konitz/Cesarius Alvim Guarana (1996)